# 김상희 (희극인)
김상희는 대한민국의 희극 배우이다.

## 출연작

### 방송
- 코미디에 빠지다 (MBC) 
 ● 지름신 
 ● 19일의 금요일 
 ● 남자들이란 
 ● 맹스타 
 ● 두뇌공감연구소
- 코미디의 길 (MBC)
- 웃찾사 (SBS) 
 ● 만수랑 무강이랑